# Sheryl Lee Ralph

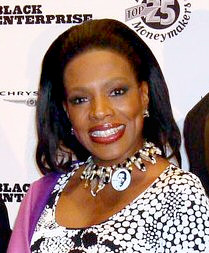
Sheryl Lee Ralph (2008)

Sheryl Lee Ralph (* 30. Dezember 1956 in Waterbury, Connecticut) ist eine US-amerikanische Schauspielerin und Sängerin.

## Leben
Aufgewachsen ist Ralph in Mandeville und Long Island als Tochter eines Afroamerikaners und einer Jamaikanerin. 1973 wurde sie zur Miss Black Teen-age New York gewählt. Im Alter von 19 Jahren war Ralph die jüngste Frau, die bis dahin einen Abschluss an der Rutgers University erhalten hatte. Im selben Jahr wurde sie als eine der Top-Ten-Studentinnen in den USA von der Zeitschrift Glamour gekürt. Anfangs wollte Sheryl Ärztin werden, entschied sich jedoch für die Kunst. Von 1990 bis 2001 war Ralph mit Eric Maurice verheiratet, mit dem sie einen Sohn und eine Tochter hat. Seit 2005 ist sie mit dem Senator Pennsylvanias Vincent Hughes verheiratet. Im Juni 2000 verklagte sie den National Enquirer auf eine Million Dollar wegen eines Artikels, der über sie und ihren Ehemann veröffentlicht wurde.

## Karriere
Ralph begann ihre Karriere als Bühnenschauspielerin, wobei sie 1982 für einen Tony Award als Beste Schauspielerin in dem Musical für ihre Rolle als Deena Jones in Dreamgirls nominiert wurde. Im Jahre 1984 veröffentlichte Sheryl Lee Ralph ihr Debütalbum In the Evening, dessen gleichnamige Single Platz sechs der Dance-Charts von Billboard erreichte. Die zweite Single You’re So Romantic war ein weiterer Dance-Erfolg und ihre einzige Platzierung in den R&B-Charts.
1988 war sie die Synchronsprechrolle der Rita in der Disney-Filmproduktion Oliver & Company. Ihre erste Hauptrolle hatte sie als Denzel Washingtons Ehefrau in Big Bad Man. 1992 hatte sie eine weitere Hauptrolle als Mistress im gleichnamigen Film mit Robert De Niro'. Weitere Rollen in den 1990er Jahren spielte sie in Fernsehserien wie The Flintstones, Deterrence and Unconditional Love.
Im Fernsehen ist sie bekannt für ihre Rollen als Etienne Toussaint-Bouvier bei Designing Women, als Dee Mitchell bei Moesha sowie als Komikbösewicht Cheetah in Justice League und Justice League Unlimited. Ralph veranstaltete Divas Simply Singing, um Spenden gegen AIDS zu sammeln. In Barbershop – Die Serie spielte sie die populäre Transfrau Claire. 2006 absolvierte sie einen Gastauftritt in der Serie Emergency Room. Im Jahre 2008 war sie als Nebenrolle im Fernseherfolg Hannah Montana (u. a. mit Miley Cyrus) vertreten. 2009 spielte sie im Broadway-Musical The First Wives Club die Rolle der Elyse.
Im Jahr 2022 wurde sie in die Academy of Motion Picture Arts and Sciences (AMPAS) berufen, die alljährlich die Oscars vergibt. Im selben Jahr erhielt sie den Emmy für ihre Nebenrolle der Barbara Howard in der Sitcom Abbott Elementary.

## Filmografie (Auswahl)

### Kinofilme
- 1977: Ausgetrickst (A Piece of the Action)
- 1988: Oliver & Co. (Oliver & Company, Stimme)
- 1989: Big Bad Man (The Mighty Quinn)
- 1989: Skin Deep – Männer haben’s auch nicht leicht (Skin Deep)
- 1992: Ein ehrenwerter Gentleman
- 1993: Sister Act 2 – In göttlicher Mission (Sister Act 2: Back in the Habit)
- 1995: White Man’s Burden
- 1996: Lover’s Knot
- 1996: Bogus
- 1997: Jamaica Beat
- 1998: Secrets (Kurzfilm)
- 1999: Unconditional Love
- 1999: Personals
- 1999: Deterrence
- 2000: Lost in the Pershing Point Hotel
- 2002: Baby of the Family
- 2007: Broadway: Beyond the Golden Age
- 2020: Kings of Hollywood (The Comeback Trail)
- 2023: The Young Wife
- 2025: Ricky

### Fernsehserien
- 1978: Good Times
- 1979: Wonder Woman
- 1982: The Neighborhood
- 1983–1984: Search for Tomorrow
- 1984: V: The Series
- 1985: Code Name: Foxfire
- 1986: Pros & Cons
- 1986–1989: It’s a Living
- 1987: Sister Margaret and the Saturday Night Ladies
- 1990: New Attitude
- 1991: The Gambler Returns: The Luck of the Draw
- 1992–1993: Mann muss nicht sein (Designing Women, 8 Folgen)
- 1993: George
- 1994: Magic Murder (Witch Hunt)
- 1996–2001: Moesha
- 1999: Sabrina – Total Verhext! (Sabrina, the Teenage Witch, Folge 3x13)
- 2000–2001: The District – Einsatz in Washington (Fernsehserie, 4 Folgen)
- 2001: The Jennie Project
- 2001: Die Liga der Gerechten (Justice League, Stimme)
- 2004: Da Kink in My Hair
- 2005: Barbershop – Die Serie
- 2006: Emergency Room (ER)
- 2007: 7th Heaven
- 2008: Flavor of Love 3
- 2008: My Super Sweet 16
- 2008: Hannah Montana
- 2013–2014: Ray Donovan (6 Folgen)
- 2013–2015: Instant Mom
- 2016: Criminal Minds (2 Folgen)
- 2017–2021: MacGyver
- seit 2021: Abbott Elementary
- 2023: Bob’s Burgers (Stimme, 1 Folge)

### Bühnenarbeit
- Reggae (1980)
- Dreamgirls (1981)
- Thoroughly Modern Millie (2002)
- First Wives Club (2009)

## Diskografie

### Alben
In the Evening (1984, The New York Music Company)
1. You’re So Romantic (4:38)
2. In the Evening (3:50)
3. Give Me Love (3:34)
4. Evolution (4:02)
5. Back to Being in Love (3:01)
6. Be Somebody (3:35)
7. I’m Your Kind of Girl (3:55)
8. B.A.B.Y. (3:15)
9. Ready or Not (3:46)
10. I’m So Glad That We Met (3:56)

### Singles
- In The Evening (1984)
- You’re So Romantic (1985)
- In the Evening (Remix) (1996)
- Evolution (Remix) (1998)
- Here Comes the Rain Again (1999) (Eurythmics Cover)